# Derek Reffell
Derek Reffell, né le 6 octobre 1928 et mort en mai 2025, est un homme politique et militaire britannique. Il est gouverneur de Gibraltar de décembre 1989 à avril 1993.